# Liste der Landschaftsschutzgebiete in Oldenburg (Oldb)
Die Liste der Landschaftsschutzgebiete in Oldenburg (Oldenburg) enthält die Landschaftsschutzgebiete der kreisfreien Stadt Oldenburg (Oldenburg) in Niedersachsen.
| Bild                                                       | Nummer         | Bezeichnung des Gebietes                                       | Fläche in Hektar | WDPA-ID | Koordinaten | Datum der Verordnung |
| ---------------------------------------------------------- | -------------- | -------------------------------------------------------------- | ---------------- | ------- | ----------- | -------------------- |
| im Februar 2016                                            | LSG OL-S 00008 | Vogelschutzgebiet zwischen Küsten- und Osternburger Kanal      | 0,90             | 325432  | Position    | 1938                 |
|                                                            | LSG OL-S 00009 | Die Eichen am 19. Dragoner-Denkmal an der Cloppenburger Straße | 0,00             | 390033  | Position    | 1938                 |
|                                                            | LSG OL-S 00010 | Baumbestand Voßstraße und die Bäume an der Drielaker Schule    | 0,10             | 319827  | Position    | 1938                 |
|                                                            | LSG OL-S 00011 | Rest des alten Krusenbusches                                   | 4,00             | 323819  | Position    | 1938                 |
|                                                            | LSG OL-S 00013 | Gerdshorst                                                     | 26,00            | 321059  | Position    | 1994                 |
|                                                            | LSG OL-S 00016 | Dorf Bümmerstede                                               | 13,30            | 320403  | Position    | 1938                 |
| Heiligengeistwall im Februar 2016                          | LSG OL-S 00017 | Heiligengeistwall                                              | 1,50             | 390093  | Position    | 1948                 |
|                                                            | LSG OL-S 00018 | Staulinie                                                      | 0,70             | 324781  | Position    | 1947                 |
|                                                            | LSG OL-S 00019 | Poststraße                                                     | 0,40             | 323703  | Position    | 1947                 |
| Theaterwall im Februar 2016                                | LSG OL-S 00021 | Theaterwall                                                    | 4,70             | 325154  | Position    | 1947                 |
| Cäcilienplatz im Herbst                                    | LSG OL-S 00022 | Cäcilienplatz                                                  | 0,70             | 320241  | Position    | 1947                 |
| Der Herbartplatz im Herbst                                 | LSG OL-S 00023 | Herbartplatz                                                   | 1,00             | 321554  | Position    | 1947                 |
| im Februar                                                 | LSG OL-S 00024 | Schlossgarten (Oldenburg)                                      | 14,20            | 324198  | Position    | 1951                 |
| Elisabethstraße                                            | LSG OL-S 00025 | Elisabethstraße                                                | 1,20             | 320590  | Position    | 1947                 |
| Pferdetränke im Eversten Holz                              | LSG OL-S 00026 | Eversten Holz                                                  | 22,90            | 320724  | Position    | 1995                 |
| Dobbenwiese im Herbst                                      | LSG OL-S 00027 | Dobbenanlagen                                                  | 7,90             | 320377  | Position    | 1947                 |
| Herbststimmung am Wittschiebenteich                        | LSG OL-S 00028 | Wittschiebenteich                                              | 2,50             | 325923  | Position    | 1947                 |
|                                                            | LSG OL-S 00029 | Schleusenstraße                                                | 2,70             | 324173  | Position    | 1947                 |
|                                                            | LSG OL-S 00030 | Wunderburgpark                                                 | 2,60             | 325951  | Position    | 1947                 |
|                                                            | LSG OL-S 00031 | Infanterieweg -Anlagen-                                        | 1,00             | 321925  | Position    | 1947                 |
|                                                            | LSG OL-S 00032 | Johann-Justus-Weg -Anlagen-                                    | 5,40             | 322006  | Position    | 1947                 |
|                                                            | LSG OL-S 00033 | Volkspark an der Alexanderstraße (Kleiner Bürgerbusch)         | 7,20             | 325443  | Position    | 1947                 |
|                                                            | LSG OL-S 00034 | Volkspark am Scheideweg (Großer Bürgerbusch)                   | 18,70            | 325442  | Position    | 1947                 |
|                                                            | LSG OL-S 00035 | Gelände am Nadorster Teich (Flötenteich)                       | 24,70            | 321038  | Position    | 1947                 |
| Die verbliebene Zwillingseiche im Weißenmoor in Oldenburg. | LSG OL-S 00036 | Weißenmoorstraße                                               |                  | 390421  | Position    | 1947                 |
|                                                            | LSG OL-S 00037 | Friedhof am Hochheider Weg                                     | 1,30             | 320897  | Position    | 1947                 |
| Friedhof Ohmstede                                          | LSG OL-S 00038 | Friedhof Ohmstede                                              | 2,00             | 320905  | Position    | 1948                 |
| Gertrudenfriedhof                                          | LSG OL-S 00039 | Gertrudenkirchhof                                              | 3,30             | 321067  | Position    | 1948                 |
|                                                            | LSG OL-S 00040 | Friedhof in Eversten                                           | 3,00             | 320903  | Position    | 1948                 |
|                                                            | LSG OL-S 00041 | Alter Friedhof Osternburg                                      | 0,90             | 319548  | Position    | 1948                 |
|                                                            | LSG OL-S 00042 | Neuer Friedhof Osternburg                                      | 0,90             | 323188  | Position    | 1948                 |
| im Herbst                                                  | LSG OL-S 00043 | Katholischer Friedhof                                          | 1,90             | 322070  | Position    | 1948                 |
|                                                            | LSG OL-S 00044 | Jüdischer Friedhof                                             | 0,30             | 322009  | Position    | 1948                 |
| Ehrenhalle der oldenburgischen Artillerie                  | LSG OL-S 00046 | Ehrenmal Ofener Straße                                         | 0,00             | 320535  | Position    | 1948                 |
|                                                            | LSG OL-S 00047 | Neuer Friedhof am Friedhofsweg                                 | 9,50             | 323186  | Position    | 1948                 |
| Rand des Großen Bornhorster See und Parkplatz              | LSG OL-S 00049 | Oldenburg - Rasteder Geestrand                                 | 1226,20          | 323496  | Position    | 1975                 |
|                                                            | LSG OL-S 00050 | Schloßgarten - Erweiterung                                     | 2,00             |         | Position    | 1954                 |
|                                                            | LSG OL-S 00053 | Blankenburger Holz und Klostermark                             | 390,00           | 319961  | Position    | 1997                 |
|                                                            | LSG OL-S 00055 | Baumbestand auf dem Grundstück des Ziegelhofes                 | 0,00             | 319821  | Position    | 1965                 |
|                                                            | LSG OL-S 00057 | Wüschemeer                                                     | 8,70             | 325965  | Position    | 2001                 |
|                                                            | LSG OL-S 00058 | Drielaker See                                                  | 21,50            | 320429  | Position    | 1981                 |
|                                                            | LSG OL-S 00059 | Mühlenhunte (enthält Landschaftspark Mühlenhunte)              | 14,00            | 323083  | Position    | 1981                 |
|                                                            | LSG OL-S 00060 | Haarenniederung                                                | 67,00            | 321290  | Position    | 1991                 |
|                                                            | LSG OL-S 00061 | Tegelbusch                                                     | 31,40            | 325108  | Position    | 1958                 |
|                                                            | LSG OL-S 00062 | Mittlere Hunte                                                 | 126,90           | 322987  | Position    | 1976                 |
|                                                            | LSG OL-S 00070 | Hausbäke-Niederung                                             | 458,00           | 321442  | Position    | 1996                 |